# Kína–9
Kína–9 (SJ–2A) kínai technikai-műszaki tartalmú felderítő műhold. 

## Küldetés
Tervezett feladat, pályasíkjában felderítő (fotó- és elektronikus) szolgálat végzése.  Alapszolgáltatásként a világűr tanulmányozása. Tesztelték az emberes űrhajó felbocsátásának egyes részleteit.

## Jellemzői
Gyártotta és üzemeltette a Kínai Tudományos Akadémia Speciális Technológia (kínaiul: 中国 空间 技术 研究院) (CAST) csoportja.
Megnevezései: Kína–9; Kína–9A; SJ–2A (Shijian erhao A); PRC–9 (People's Republic of China); COSPAR: 1981-093A; Kódszáma: 12842.
1981. szeptember 19-én Közép-Kínából a Csiucsüan Űrközpontból, a LA–2B jelű indítóállványról egy kétfokozatú Feng Bao 1 (FB–1) hordozórakétával indították alacsony Föld körüli pályára (LEO = Low-Earth Orbit). Az orbitális egység pályája 103,49 perces, 59,47 fokos hajlásszögű, elliptikus pálya perigeuma 235 kilométer, apogeuma 1615 kilométer volt.
Egyszerre három műholdat, az SJ–2A mellett az SJ–2B és az SJ–2 műholdakat is pályára állították.
Formája hatszögletű hasáb, tömege 257 kilogramm volt. Forgás-stabilizált, fényérzékeny űreszköz.  A giroszkóp tengelye Napra/Földre irányuló. A stabilitást gázfúvókákkal segítették. Műszerezettsége a naptevékenységet, az okozott környezeti tényezőket vizsgálata. Hővédelme, továbbfejlesztett telemetria rendszere (tárolókapacitás, adás/vétel stabilitása) zavartalanul működött. A műszertartályt visszahozták a Földre. Energiaellátását az űreszköz felső részére telepített 4 darab napelemtábla, éjszakai (földárnyék) energiaellátását ezüst-cink akkumulátorok biztosították.
1981. szeptember 26-án 6 nap (0,02 év) földi parancsra belépett a légkörbe és hagyományos – ejtőernyős leereszkedés – módon visszatért a Földre.